# Звеняцкое (Хойникский район)
Звеняцкое (бел. Звяняцкае; ранее — Звенятское) — деревня в Поселичском сельсовете Хойникского района Гомельской области Республики Беларусь.

## География

### Расположение
В 13 км на юго-восток от районного центра и железнодорожной станции Хойники (на ветке Василевичи — Хойники от линии Гомель — Калинковичи), в 116 км от Гомеля.

## Транспортная сеть
Транспортные связи по просёлочной, а затем автодороге Хойники — Брагин. Планировка состоит из прямолинейной улицы почти широтной ориентации, к которой с севера присоединяются две короткие улицы. Застроена двусторонне деревянными усадьбами.

## История
Согласно письменным источникам одним двором в деревне "Zwiniaczki" в 1683 г. владел пан Самуель Силич; осенью 1687 г. “futor Zwiniarskie” назван среди селений, потерпевших от постоя казаков запорожского полковника Павла Апостола Щуровского, принадлежал воеводичу белзскому Яну Конецпольскому. В пореформенной России Звеняцкое относилось к Микуличской волости Речицкого уезда Минской губернии. В 1879 году – среди деревень Микуличского церковного прихода.
С 8 декабря 1926 года до 30 декабря 1927 года центр Звеняцкого сельсовета Хойникского района Речицкого округа. В 1931 году организованы колхозы «Колос» и «Большевик», работали 3 ветряные мельницы и кузница. 118 жителей погибли на фронтах Великой Отечественной войны. Согласно переписи 1959 года в составе колхоза «Большевик» (центр — деревня Велетин). Располагались клуб, библиотека, фельдшерско-акушерский пункт, отделение связи.

## Население

### Численность
2021 год — 85 жителей, 38 хозяйств

### Динамика
- 1850 год — 241 житель, 31 двор
- 1908 год — 553 жителя, 102 двора
- 1930 год — 620 жителей
- 1959 год — 878 жителей (согласно переписи)
- 2004 год — 166 жителей, 86 хозяйств
- 2021 год — 85 жителей, 38 хозяйств

## Культура
- Звеняцковский сельский клуб – библиотека — Филиал ГУК "Хойникский районный Дом культуры"